# Stadio Bonifika
Lo stadio SRC Bonifika è lo stadio polivalente di Capodistria.
La struttura fa parte di un complesso sportivo che include anche il palazzetto dello sport Arena Bonifika ed una piscina coperta, al 2013 ancora in costruzione.

Tutto il complesso prende il nome dalla zona in cui sorge, detta la Bonifica (Bonifika in sloveno): era infatti un'area acquitrinosa (in precedenza le antiche saline), in seguito bonificata, che separava il centro storico di Capodistria, in origine un'isola, dall'immediato retroterra.
Costruito nel 1962, aveva originariamente una capacità di 3 557 spettatori, aumentata a 4 500 dopo le ristrutturazioni del 1996 e 2010.
Ospita gli incontri interni della squadra di calcio FC Koper.